# 上的島灯台
上的島灯台(かみまてじまとうだい)は、熊本県天草市にある灯台である。

## 概要
天草下島の深浦港の北東約5Kmの八幡瀬戸に位置する、上的島に所在する。開設当初から無人で、当初は戸島灯台から職員が巡回して維持管理を行っていた。現在は、熊本海上保安部職員が巡回管理を行っている。

## 歴史
1897年（明治30年）4月8日 点灯